# Les Apôtres Pierre et Paul
Les Apôtres Pierre et Paul est une peinture à l'huile sur toile (121,5 × 105 cm) du Greco conservée au musée de l'Ermitage et composée entre 1587 et 1592. L'artiste a peint plusieurs versions de ce thème, comme celle du Musée d'art de Barcelone.

## Description
Les deux apôtres sont représentés avec leur attribut, Pierre à gauche avec ses clefs dont on n'aperçoit qu'un anneau, et Paul à droite avec un livre ouvert sur une table, comme symbole de ses épîtres. Ils sont séparés visuellement par l'arête d'un mur dont on aperçoit la tranche plus claire dans le fond. Saint Pierre paraît dans une disposition d'esprit passive et saint Paul apparaît comme plus dynamique.

## Philatélie
L'URSS à émis un timbre postal de ce tableau en 1970.

## Source de la traduction
- (es) Cet article est partiellement ou en totalité issu de l’article de Wikipédia en espagnol intitulé « Los apóstoles Pedro y Pablo (El Greco, Hermitage) » (voir la liste des auteurs).